# 曼港橋
曼港橋（英語：Port Mann Bridge）是加拿大卑詩省大溫哥華地區一條斜拉橋，橫跨菲沙河連接南岸的素里和北岸的高貴林，載有卑詩省1號公路（橫加公路）來回方向合共十條行車線，於2012年開通並取代原址另一條同名的系桿拱橋。大橋全長2,020（6,630英尺），主橋跨則為470（1,540英尺），橋面濶度達65米，開通時取代悉尼港灣大橋成為健力士世界紀錄中全球最寬闊的長跨距橋樑，直到2013年9月被舊金山-奧克蘭海灣大橋的新建東段取代為止。

## 歷史

### 第一代曼港橋
第一代曼港橋於1964年6月12日開通，當時是四線行車，造價為2千5百萬加元（1964年計算），以大橋的南端落腳點，素里市的曼港社區為名。大橋全長2,093（6,867英尺），主橋跨則為366（1,201英尺）。
卑詩省政府於2001年為大橋進行抗震加固工程，同時將橋面擴濶，為南行方向增添一條高承載車輛專用線。大橋於2003年的每天車輛流量達12萬7千架次，當中約8%為貨櫃車交通。大橋是北美首條鋪設正交異性橋面（orthotropic deck）的系桿拱橋。
隨著第二代曼港橋六條行車線於2012年11月17日開通，第一代曼港橋亦於同日關閉，當局亦隨之展開舊橋的拆卸程序。舊橋於2015年10月全面拆除，但菲沙河中兩座橋墩則獲保留，以鞏固河岸並為河裏生物提供棲息場所。

### 第二代曼港橋

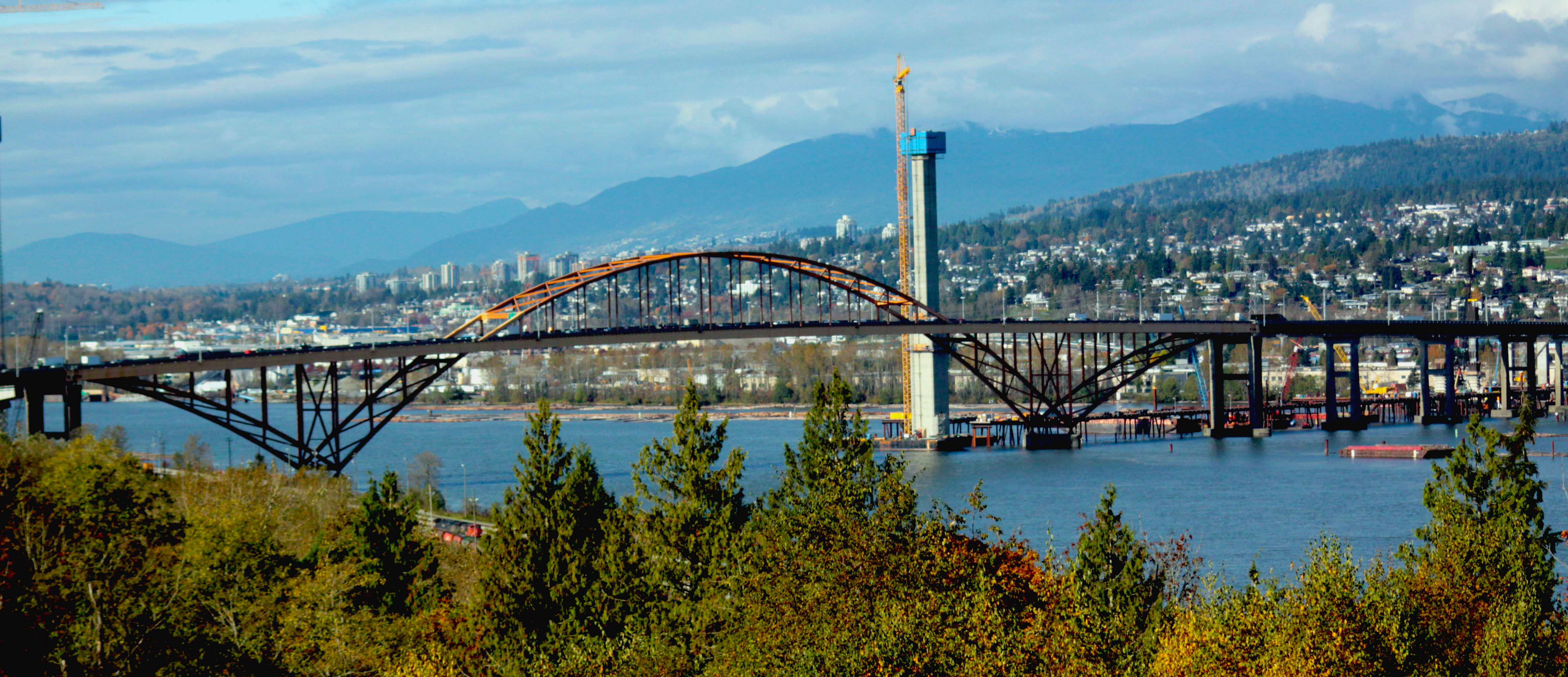
新曼港橋工程進行中（攝於2010年10月）

有見曼港橋的交通擠塞情況不斷惡化，卑詩省政府於2006年1月31日公佈的《大溫哥華門廊計劃》（Gateway Program）中亦包括提升曼港橋的承載量。當局本來計劃保留原有的曼港橋，並在其側邊興建新橋；後來則改為在原有的曼港橋側興建一條十線行車的新斜拉橋，並於新橋通車後拆卸舊橋。新曼港橋主跨長470米，連南北兩岸引道則長2020米，兩座橋塔的高度達163米。新橋連同1號公路擴濶工程合共耗資約33億加元，於2009年動工。
2012年2月10日，新曼港橋工地發生工業意外，一座巨型吊臂在運載組件時塌下，而該件重達90公噸的組件亦跌進菲沙河，事件中無人傷亡。當局於同年3月表示意外沒有影響工程進度，新橋將如期完工。同年6月21日，隨著最後一塊水泥板安裝妥當，新橋亦告結合。
新橋十條行車線中的三條東行線率先在2012年9月18日開通；兩條西行線於同年11月17日通車，舊橋亦隨即關閉。新橋另外一條東行線和兩條西行線於同年12月1日開通，令對外開放的來回行車線增至八條。新橋餘下的兩條行車線則於2015年夏季投入服務。
2012年12月19日，在冰雪降臨大溫地區下，曼港橋的的鋼纜開始結冰，冰柱後從鋼纜墮下並擊中近250部車輛，造成兩人受傷，警方更需封閉橋樑近四個半小時以策安全。

## 收費
舊曼港橋不收取任何費用。新曼港橋八條行車線於2012年12月開通後首周免費通行，其後則採用電子道路收費系統。首三個月省政府提供高達五折優惠，而於2013年2月28日前開設賬戶的用戶則可繼續享用優惠至2013年11月30日。2015年8月15日起的收費架構如下：
| 車種     | 每程收費（加元） |
| -------- | ---------------- |
| 普通汽車 | $3.15            |
| 小型貨車 | $6.30            |
| 大型貨車 | $9.45            |
| 電單車   | $1.60            |

為了減少交通擠塞，載有至少兩位乘客的合乘車輛經註冊後可於繁忙時段享用25%折扣，而大型貨車則可於深夜時段享用50%折扣。
2017年卑詩省大選後出現政黨輪替，卑詩新民主黨取代卑詩自由黨上台執政，新任省長賀謹於2017年8月宣布兌現競選承諾，取消曼港橋收費，同年9月1日生效。

## 外部連結
- Port Mann / Highway 1 Improvement Project（英文）